# Paralimna bistriata
Paralimna bistriata är en tvåvingeart som beskrevs av Friedrich Georg Hendel 1930. Paralimna bistriata ingår i släktet Paralimna och familjen vattenflugor.
Artens utbredningsområde är Bolivia. Inga underarter finns listade i Catalogue of Life.